# Marina Alexejewna Jelzowa
Marina Alexejewna Jelzowa (russisch Марина Алексеевна Ельцова; * 4. Februar 1970 in Leningrad) ist eine ehemalige russische Eiskunstläuferin, die im Paarlauf startete.
Jelzowa begann ihre Paarlaufkarriere an der Seite von Sergei Saizew. 1988 wurden sie bei Skate America Zweite, nahmen jedoch an keiner bedeutenden Meisterschaft teil.
Internationalen Erfolg bei den Senioren hatte sie aber mit ihrem zweiten Eiskunstlaufpartner Andrei Buschkow. Das Paar wurde von Natalja Pawlowa trainiert. Sie starteten für den Jubilejni Sportklub.
Jelzowa und Buschkow wurden 1995, 1997 und 1998 russischer Meister im Paarlauf. Das Paar gewann nur zwei Medaillen bei Europameisterschaften, dafür aber zwei goldene. Dies gelang ihnen gleich bei ihrer ersten Europameisterschaft, 1993 in Helsinki und ein zweites Mal 1997 in Paris. Ihre erste Medaille bei Weltmeisterschaften errangen sie mit Bronze 1994 in Chiba. 1996 wurden Buschkow und Jelzowa in Edmonton Weltmeister. Ein Jahr später reichte es in Lausanne noch zur Silbermedaille. Ihre einzigen Olympischen Spiele beendeten sie 1998 in Nagano auf dem siebten Platz.
1999 beendeten beide ihre Amateurkarriere. Sie hatten dann einige Auftritte als Profis. Marina Jelzowa arbeitet als Trainerin in Overland Park, Kansas.

## Ergebnisse

### Paarlauf
(mit Andrei Buschkow)
| Wettbewerb / Jahr           | 1991 | 1992 | 1993 | 1994 | 1995 | 1996 | 1997 | 1998 | 1999 |
| --------------------------- | ---- | ---- | ---- | ---- | ---- | ---- | ---- | ---- | ---- |
| Olympische Winterspiele     |      |      |      |      |      |      |      | 7.   |      |
| Weltmeisterschaften         |      |      | 6.   | 3.   | 4.   | 1.   | 2.   | 6.   |      |
| Europameisterschaften       |      |      | 1.   |      | 4.   | 4.   | 1.   | Z    |      |
| Sowjetische Meisterschaften | 4.   | 3.   |      |      |      |      |      |      |      |
| Russische Meisterschaften   |      |      | 2.   | 4.   | 1.   | 2.   | 1.   | 1.   | 4.   |

- Z = Zurückgezogen, da Buschkows Kufe brach